# Ворацька сільська рада
Ворацька сільська рада (біл. Ворацкі сельсавет) — колишня адміністративно-територіальна одиниця в складі Смолевицького району розташована в Мінській області Білорусі. Адміністративним центром було село — Ворот.
Ворацька сільська рада булав розташована в центральній частині Білорусі, і в центрі Мінської області орієнтовне розташування — супутникові знімки [Архівовано 25 серпня 2011 у WebCite], на південний схід від районного центру Смолевичів.
Рішенням Мінської обласної ради депутатів сільську раду було ліквідовано.